# Synagoge (Lohr am Main)

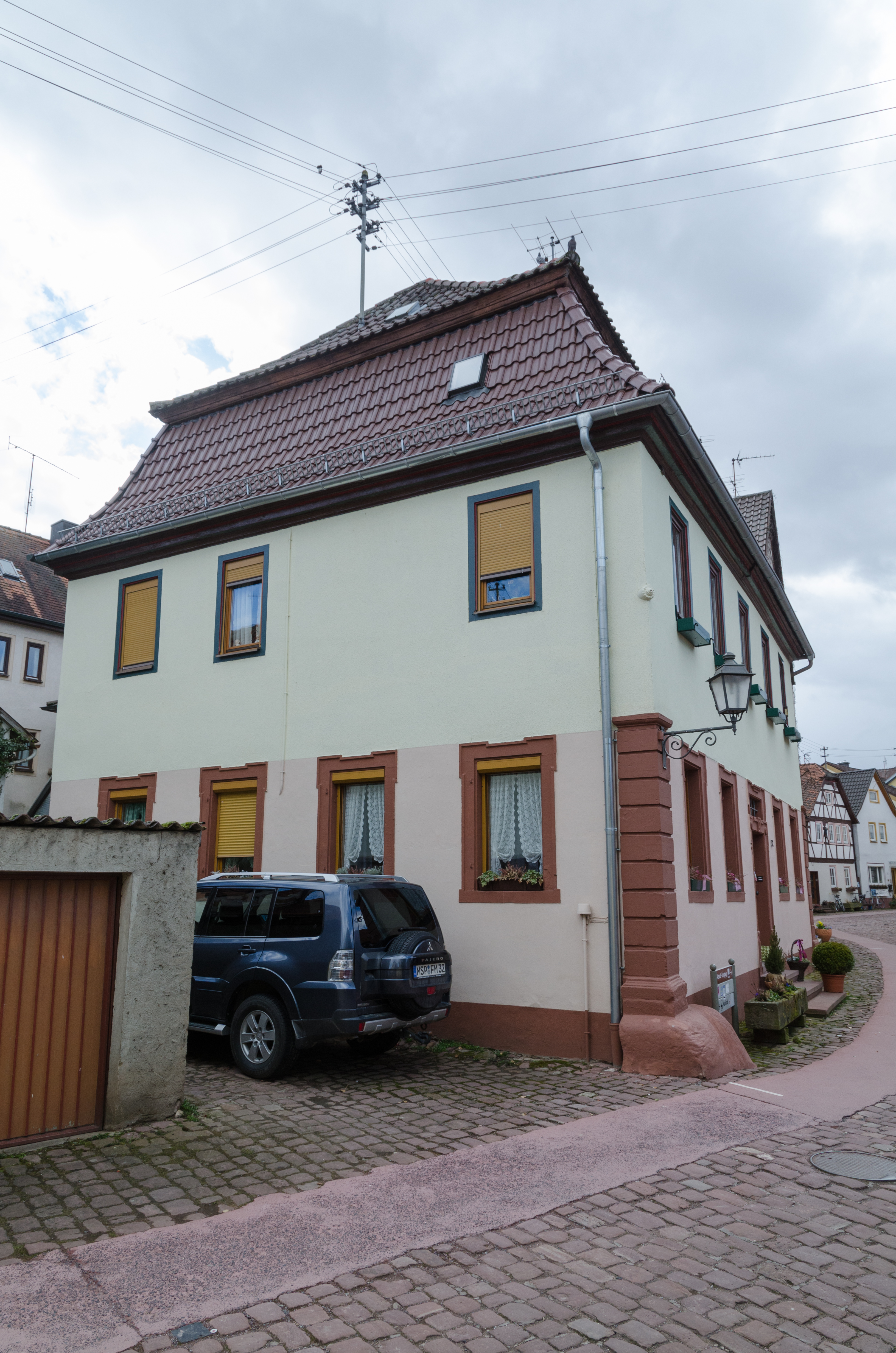
Ehemalige Synagoge in Lohr am Main

Die ehemalige Synagoge in Lohr am Main, einer Stadt im unterfränkischen Landkreis Main-Spessart in Bayern, wurde in einem 1732 erbauten Haus eingerichtet. Die profanierte Synagoge in der Fischergasse 32 ist ein geschütztes Baudenkmal.

## Geschichte
Am 18. November 1871 wurde die Synagoge mit dem Gemeindezentrum  durch Distriktsrabbiner Abraham Adler aus Aschaffenburg eingeweiht. Beim Novemberpogrom 1938 wurden die Inneneinrichtung und die Ritualien der Synagoge durch SA-Männer zerstört. Die Fenster wurden zertrümmert, Einrichtungsgegenstände und Ritualien zerschlagen sowie fünf Torarollen in Stücke gerissen. Nach 1945 wurde das Gebäude zu einem Wohnhaus umgebaut.

## Beschreibung
Der zweigeschossige Mansardwalmdachbau mit verputztem Fachwerkobergeschoss und geohrten Sandsteinrahmungen im Erdgeschoss besitzt einen rückwärtigen Seitenflügel mit verbretterten und bemalten Fensterbrüstungen.